# Stefano Chiodi
Stefano Chiodi (Bentivoglio, 26 dicembre 1956 – Bologna, 4 novembre 2009) è stato un calciatore italiano, di ruolo attaccante e centrocampista.

## Carriera
Dopo i primi calci al pallone nel Progresso, squadra di Castel Maggiore, compagine partecipante al campionato di Promozione, a 15 anni si ritrovò conteso tra Bologna e Torino. La spuntò la squadra granata ma il trasferimento del giovane attaccante bolognese sotto la Mole sfumò per la decisa opposizione del padre che preferì indirizzare il figlio a Bologna.
Inserito in prima squadra, Chiodi non disputò alcun incontro. L'anno successivo, nella stagione 1974-1975, la società petroniana lo diede in prestito al Teramo, dove esordì il 27 ottobre 1974 e collezionò 29 presenze e 8 reti. Ritornò al Bologna per la stagione 1975-1976; esordì in massima serie in data 10 ottobre 1975 contro il Milan segnando un gol al debutto proprio contro la sua futura squadra. In questa stagione collezionò 22 presenze e 8 reti.

Chiodi (a destra) con la maglia del Bologna a fine anni settanta, insieme a Paolo Rossi del L.R. Vicenza.

Nel 1978-1979 venne acquistato dal Milan: al Bologna andarono il cartellino di Francesco Vincenzi e un conguaglio di un miliardo di lire, all'epoca cifra da capogiro. Nel suo ruolo di unica punta in un attacco che non prevedeva per lui un partner fisso, contribuì fattivamente alla conquista del decimo scudetto rossonero andando a segno 9 volte durante la stagione (8 volte su rigore). L'anno successivo si ripeté sugli stessi livelli ma lo scudetto non arrivò. Ci fu invece la retrocessione in Serie B del Milan a causa dello scandalo del Calcioscommesse, nel quale fu coinvolto marginalmente, venendo squalificato per 6 mesi sia in primo grado che in appello.
Ceduto alla Lazio, retrocessa anch'essa in Serie B dopo la sentenza CAF, Chiodi non riuscì a riportare con i suoi 6 gol la squadra romana nella massima serie, complice anche un suo rigore decisivo sbagliato alla penultima giornata di campionato contro il L.R. Vicenza (1-1 risultato finale). L'annata successiva tornò ugualmente ad esibirsi in Serie A rivestendo dopo tanti anni la maglia del Bologna, dove subì un gravissimo infortunio durante un incontro con la Fiorentina. A fine stagione la squadra rossoblu retrocede per la prima volta nella storia. Tornò quindi alla Lazio per disputare la stagione 1982-1983, dove scese in campo in sole 10 occasioni senza mai trovare la via della rete.
Nella stagione 1983-1984 militò nel Prato in Serie C1 (peraltro toscani retrocessi a fine stagione). Concluse la carriera nelle serie minori con Campania, Rimini, Pinerolo e Baracca Lugo.
In carriera ha totalizzato complessivamente 147 presenze e 33 reti in Serie A e 28 presenze e 6 reti in Serie B.
È morto nel 2009 a 52 anni all'Ospedale Maggiore di Bologna per un male incurabile.
L'8 novembre 2009, a tre giorni dalla morte, i giocatori impegnati in Lazio-Milan 1-2 (due squadre in cui ha militato) hanno giocato con il lutto al braccio in suo ricordo.

## Statistiche

### Record
- Gol più veloce della storia del Bologna: gol dello 0-1 in Napoli-Bologna (2-2), 12ª giornata della Serie A 1975-1976: 15 secondi.

## Palmarès

### Club
- Campionato italiano: 1

Milan: 1978-1979